# Жан Пензер
Жан Пензе́р (фр. Jean Penzer; 1 жовтня 1927, Ліврі-Гарган, Сена-Сен-Дені, Франція — 20 травня 2021) — французький кінооператор.

## Біографія
Жан Пензер здобув професійну освіту в Національній вищій школі ім. Луї Люм'єра. Спочатку працював помічником оператора, а в 1955 році дебютував як оператор-постановник, знявши кілька короткометражних фільмів. У 1960 році зняв свій перший повнометражний фільм.
За час своєї кар'єри Пензер взяв участь у роботі над понад 60 кінострічками, поставлених, зокрема, режисерами Філіппом де Брока, Філіппом Лабро, Анрі Вернеєм, Бертраном Бліє та ін.
Жан Пензер чотири рази був номінований на здобуття французької національної кінопремії «Сезар» як найкращий оператор. У 1986 році він отримав цю нагороду за роботу над фільмом «Помирають тільки двічі» режисера Жака Дере.

## Фільмографія
- 1960 : Тисячне вікно / La millième fenêtre
- 1960 : Ігри любові / Les jeux de l'amour
- 1960 : Веселун / Le farceur
- 1961 : Відпочинок / La récréation
- 1961 : Коханець на п'ять днів / L'amant de cinq jours
- 1962 : Сім смертних гріхів / Les sept péchés capitaux
- 1962 : Червоні рейтузи / Les culottes rouges
- 1966 : Злодійка / La voleuse
- 1966 : Старий і дитина / Le vieil homme et l'enfant
- 1966 : Пісня миру Жан Лурката / Le chant du monde de Jean Lurcat
- 1967 : Людина, яку потрібно знищити / Un homme à abattre
- 1969 : Диявола за хвіст / Le diable par la queue
- 1969 : Руйнувати, говорить вона / Détruire dit-elle
- 1970 : Капризи Марі / Les caprices de Marie
- 1971 : Татове кіно / Le cinéma de papa
- 1971 : Без видимих причин / Sans mobile apparent
- 1972 : Шарло в Іспанії / Les Charlots font l'Espagne
- 1973 : Спадкоємець / L'héritier
- 1973 : Привіт, артист / Salut l'artiste
- 1975 : Алоїза / Aloïse
- 1975 : Страх над містом / Peur sur la ville
- 1975 : Невиправний / L'incorrigible
- 1975-1990 : Сінема 16 / Cinéma 16 (т/с)
- 1976 : Приватний детектив / L'alpagueur
- 1976 : Труп мого ворога / Le corps de mon ennemi
- 1977 : Приготуйте ваші носовички / Préparez vos mouchoirs
- 1978 : Відвідаємо маму, тато працює / Va voir maman, papa travaille
- 1978 : Побачення з Анною / Les rendez-vous d'Anna
- 1979 : Леді Оскар / Lady Oscar
- 1979 : Холодні закуски / Buffet froid
- 1980 : П'ять відсотків ризику / 5% de risque
- 1980 : День починається / La naissance du jour (т/ф)
- 1981 : Мальвіль / Malevil
- 1982 : Перехожа з Сан-Сусі / La passante du Sans-Souci
- 1982 : Буремні сорокові / Les quarantièmes rugissants
- 1982 : Кімната в місті / Une chambre en ville
- 1983 : Африканець / L'Africain
- 1983 : Жінка мого друга / La femme de mon pote
- 1984 : Така моя воля / Le bon plaisir
- 1984 : Наша історія / Notre histoire
- 1985 : Пекельний потяг / Train d'enfer
- 1985 : Помирають тільки двічі / On ne meurt que deux fois
- 1986 : Вечірня сукня / Tenue de soirée
- 1987 : Румба / La rumba
- 1988 : Бернадетт / Bernadette
- 1988 : Три квитки на 26-е / Trois places pour le 26
- 1989 : Смерть на Сені / Death in the Seine (т/ф, к/м)
- 1989 : Пристрасті по Бернадетт / La passion de Bernadette
- 1991 : Амелія Лопес О'Ніл / Amelia Lópes O'Neill
- 1992 : Повернення Казанови / Le Retour de Casanova

## Визнання
| Рік            | Категорія                    | Номінант               | Результат |
| -------------- | ---------------------------- | ---------------------- | --------- |
| Премія «Сезар» |                              |                        |           |
| 1980           | Найкраща операторська робота | Холодні закуски        | Номінація |
| 1982           | Найкраща операторська робота | Мальвіль               | Номінація |
| 1983           | Найкраща операторська робота | Кімната в місті        | Номінація |
| 1986           | Найкраща операторська робота | Помирають тільки двічі | Перемога  |